# Henrie Adams
Henrie Adams (Thorn, 12 juni 1959 – 26 november 2022) was een Nederlands dirigent en hoboïst.

## Levensloop
Vanaf zijn achtste jaar speelde Henrie Adams hobo. In 1969 werd hij lid in het Harmonieorkest "St. Michaël", Thorn onder de dirigenten Heinz Friesen en Walter Boeykens. Nadat hij zijn pedagogische academie te Echt had afgesloten, ging hij in 1979 aan het Conservatorium Maastricht en studeerde hobo en orkestdirectie bij Anton Kersjes, Lucas Vis en Pierre Kuijpers. Verder volgde hij speciale cursussen van Pierre Devaux en Enrique García Asensio.
Hij werd de vaste dirigent van het kamerorkest Sinfonietta Geleen en van het Harmonieorkest "L'Union", Heythuysen, te Heythuysen, de Kerkelijke Harmonie "St. Joseph" Weert (1987-1989) en de (Koninklijke) Harmonie "Eendracht", Meijel. Verder was hij 2e dirigent van het Harmonieorkest "St. Michaël", Thorn. Ook als gastdirigent was hij actief bij het Limburgs Symfonie Orkest (LSO) te Maastricht, de Koninklijke Militaire Kapel (Den Haag), het Groot Harmonieorkest van de Belgische Gidsen te Brussel, het symfonieorkest van het Conservatorium Maastricht, het Orquesta Sinfónica de Bilbao, de Banda Sinfónica Municipal de Madrid, het Orquesta Sinfónica de Valencia, het Orquesta Sinfónica de Estremadura (Spanje), het Portland Festival Orchestra (Verenigde Staten) en het orkest van de Blasorchesterwoche te St. Moritz (Zwitserland).
In 1989 werd hij aangeworven als chef-dirigent van de Banda Sinfónica de la Sociedad Musical "La Artística" te Buñol (Spanje), waarmee hij in 2001 op het 14e Wereld Muziek Concours (WMC) te Kerkrade in de Concertafdeling wereldkampioen werd. Meerdere malen was dit orkest onder zijn leiding winnaar van de 1e prijs in de Sección de Honor (de hoogste afdeling) op het Certamen Internacional de Bandas de Musica Ciudad de Valencia.
Van 1992 tot 1999 was hij ook dirigent van het Orquesta Sinfónica Joven de Provincia Valencia.
Met de Banda Sinfónica de la Sociedad Musical "La Artística", Buñol te Buñol heeft hij een groot aantal cd's en dvd's opgenomen.
Adams overleed op 63-jarige leeftijd na al enige tijd ziek te zijn geweest.